# Вільямартін-де-Кампос
Вільямартін-де-Кампос (ісп. Villamartín de Campos) — муніципалітет в Іспанії, у складі автономної спільноти Кастилія-і-Леон, у провінції Паленсія. Населення — 178 осіб (2010).
Муніципалітет розташований на відстані близько 190 км на північний захід від Мадрида, 8 км на захід від Паленсії.
На території муніципалітету розташовані такі населені пункти: (дані про населення за 2010 рік)
- Ревілья-де-Кампос: 9 осіб
- Вільямартін-де-Кампос: 169 осіб

## Демографія
Динаміка населення (INE ):